# 카일 해밀턴
카일 해밀턴(Kyle Hamilton, 2001년 3월 16일 ~)은 미국 내셔널 풋볼 리그(NFL) 볼티모어 레이븐스 소속의 그리스계 및 한국계 미국인 미식 축구 선수이다.

## 생애
그리스 이라클리오에서 농구 선수로 활동하던 아프리카계 미국인 데릭 해밀턴과 그리스에서 유학 중이던 한국인 재키 해밀턴(한국명 박계옥) 사이에서 출생하였다.
포지션은 주로 와이드 리시버나 세이프티 포지션을 맡았다. 대학 시절 노터데임 대학교 미식 축구팀에서 선수로 있었으며, 2022년 NFL 드래프트에서 볼티모어 레이븐스의 1라운드 지명을 받았다.

## 같이 보기
- 하인스 워드